# Boltovskoyella
Boltovskoyella es un género de foraminífero bentónico de la familia Asterigerinatidae, de la superfamilia Asterigerinoidea, del suborden Rotaliina y del orden Rotaliida. Su especie tipo es Boltovskoyella argentinensis. Su rango cronoestratigráfico abarca desde el Eoceno superior hasta el Oligoceno inferior.

## Clasificación
Boltovskoyella incluye a las siguientes especies:
- Boltovskoyella argentinensis †
- Boltovskoyella paleocenica †
- Boltovskoyella patagonica †